# Ergoiena
Ergoiena és un municipi de Navarra, a la comarca de Sakana, dins la merindad de Pamplona. Comprèn els concejos de Lizarraga, Dorrao i Unanu.

## Topònim
El nom Ergoiena significa en basc la terra més alta. Està format per (h)err(i) (terra, país o poble), goien (el més alt) i -a (article). Ergoiena forma una espècie de branc o desviament de la vall de Sakana. Està situat a una mica més altitud que la resta de pobles veïns de la comarca, que ocupen el fons de la vall, Lizarraga es troba a 589 m d'altura, enfront dels 508 m de Etxarri-Aranatz o els 515 m de Bakaiku. D'aquí es creu que deriva el nom d'Ergoiena. El mateix topònim apareix en altres llocs del País Basc i Navarra referint-se sempre a barris i/o llocs alts.

## Geografia
El municipi està dividit en dos enclavaments separats. AL sud de Sakana es troba el que pròpiament és Ergoiena i on se situen els tres pobles del municipi. Al nord de Sakana existeix una tinença de foresta que rep el nom de Monte Bajo i que pertany també al municipi d'Ergoiena. La divisió a mitjan segle xix de les forestes comunes de la Comunitat d'Aranatz entre els diferents municipis que la formaven és el fet que explica la pertinença de Monte Bajo al municipi d'Ergoiena.

## Demografia
| Evolució demogràfica                                | Evolució demogràfica | Evolució demogràfica | Evolució demogràfica | Evolució demogràfica | Evolució demogràfica | Evolució demogràfica | Evolució demogràfica | Evolució demogràfica | Evolució demogràfica | Evolució demogràfica |
| 1996                                                | 1998                 | 1999                 | 2000                 | 2001                 | 2002                 | 2003                 | 2004                 | 2005                 | 2006                 | 2007                 |
| --------------------------------------------------- | -------------------- | -------------------- | -------------------- | -------------------- | -------------------- | -------------------- | -------------------- | -------------------- | -------------------- | -------------------- |
| 491                                                 | 482                  | 481                  | 466                  | 461                  | 451                  | 448                  | 450                  | 445                  | 437                  | 426                  |
| Fonts: Ergoiena i Institut d'Estadística de Navarra |                      |                      |                      |                      |                      |                      |                      |                      |                      |                      |